# Ogmoderidius gardneri
Ogmoderidius gardneri là một loài bọ cánh cứng trong họ Cerambycidae.